# Ролан Лама
Ролан Лама (фр. Roland Lamah, нар. 31 грудня 1987, Абіджан) — бельгійський футболіст івуарійського походження,  нападник американського «Мемфіс 901». Грав за національну збірну Бельгії.

## Клубна кар'єра
Народився 31 грудня 1987 року в івуарійській столиці Абіджані. Починав займатися футболом у місцевій команді «Картала», а на початку 2000-х перебрався до Бельгії, де продовжував заняття у структурі клубів «Візе» та «Андерлехт».
Ще у 2003–2004 роках дебютував у дорослому футболі за головну команду «Візе». 
Протягом 2006–2007 років грав за основну команду «Андерлехт», в якій, утім, не став гравцем основного складу. Був відданий в оренду до нідерландської «Роди» (Керкраде), де протягом сезону був гравцем «основи».
2008 року уклав контракт із французьким «Ле-Маном», де також користувався довірою тренерів і правів два сезони у Лізі 1, після чого продовжив виступи за команду після її пониження в класі до другого дивізіону.
Восени 2011 року перейшов до іспанської «Осасуни», звідки згодом віддавався в оренду до британського «Свонсі Сіті», якому допоміг здобути Кубок Футбольної ліги 2012/13.
Протягом 2014–2016 років захищав кольори угорського «Ференцвароша», з яким вигравав першість країни сезону 2015/16.
2017 року перебрався до США, де продовжив кар'єру в «Далласі», після чого грав за «Цинциннаті», а 2021 року став гравцем команди «Мемфіс 901».

## Виступи за збірні
Отримавши бельгійське громадянство, 2005 року дебютував у складі юнацької збірної Бельгії (U-19), загалом на юнацькому рівні взяв участь у 12 іграх, відзначившись 8 забитими голами.
Протягом 2007–2008 років залучався до складу молодіжної збірної Бельгії. На молодіжному рівні зіграв у 9 офіційних матчах, забив 3 голи.
А 2009 року провів п'ять матчів за національну збірну Бельгії.

## Титули і досягнення
- Чемпіон Бельгії (1):

«Андерлехт»: 2006-2007
- Володар Кубка англійської ліги (1):

«Свонсі Таун»: 2012-2013
- Володар Суперкубка Угорщини (1):

«Ференцварош»: 2015
- Чемпіон Угорщини (1):

«Ференцварош»: 2015-2016